# Al-Sailiya Sports Club
Maillots
Actualités
Le Al-Sailiya Sports Club (en arabe : نادي السيلية الرياضي), plus couramment abrégé en Al-Sailiya ou encore en SSC, est un club qatarien de football fondé en 1995 et basé à Doha, la capitale du pays.

## Historique
- 1995 : fondation du club sous le nom de Al-Qadisiya Doha
- 2003 : le club est renommé Al-Sailiya Sports Club

## Bilan sportif

### Palmarès
| \| - Championnat du Qatar D2 (4) : - Champion : 1998, 2003, 2005 et 2007. - Coupe Sheikh Jassem du Qatar : - Finaliste : 2007. \| \| - Coupe Crown Prince de Qatar : - Finaliste : 2014. - Coupe des Étoiles du Qatar de football : 2020-2021 \| |  | |
| - Championnat du Qatar D2 (4) : - Champion : 1998, 2003, 2005 et 2007. - Coupe Sheikh Jassem du Qatar : - Finaliste : 2007. |  | - Coupe Crown Prince de Qatar : - Finaliste : 2014. - Coupe des Étoiles du Qatar de football : 2020-2021 |

### Statistiques
| Saison  | Division | Pos           | G  | W | D | L  | GF | GA | GD  | Pts |
| ------- | -------- | ------------- | -- | - | - | -- | -- | -- | --- | --- |
| 2003–04 | QSL      | 10° (relégué) | 18 | 0 | 4 | 14 | 20 | 61 | -41 | 4   |
| 2005–06 | QSL      | 10° (relégué) | 27 | 5 | 8 | 14 | 29 | 47 | -18 | 23  |
| 2007–08 | QSL      | 8°            | 27 | 7 | 6 | 14 | 33 | 46 | -13 | 27  |
| 2008–09 | QSL      | 9°            | 27 | 5 | 5 | 17 | 31 | 58 | -27 | 20  |
| 2009-10 | QSL      | 11°           | 22 | 4 | 7 | 11 | 16 | 28 | -12 | 19  |
| 2010-11 | QSL      | 11° (relégué) | 22 | 3 | 6 | 13 | 25 | 47 | -22 | 15  |

## Personnalités du club

### Entraîneurs du club
| Saisons              | Entraîneurs       | Nationalité                      |
| -------------------- | ----------------- | -------------------------------- |
| 2002–03              | Saad Hafez        | Drapeau de l'Irak                |
| 2003                 | Paulo Campos      | Drapeau du Brésil                |
| 2003–04              | Pierre Lechantre  | Drapeau de la France             |
| 2004                 | Adnan Dirjal      | Drapeau de l'Irak                |
| 2004                 | José Paulo        | Drapeau du Brésil                |
| 2004–05              | Amarildo          | Drapeau du Brésil                |
| 2005                 | Wameed Mounir     | Drapeau de l'Irak                |
| 2005–06              | José Paulo        | Drapeau du Brésil                |
| 2007                 | Ladislas Lozano   | Drapeau de la France             |
| 2007–08              | José Paulo        | Drapeau du Brésil                |
| 2008–09              | Nebojsa Vučković  | Drapeau de la Serbie             |
| 2009–10              | Džemal Hadžiabdić | Drapeau de la Bosnie-Herzégovine |
| 1 Jul 2010–8 Oct 12  | Uli Stielike      | Drapeau de l'Allemagne           |
| 8 Oct 2012–1 Fev 13  | Maher Kanzari     | Drapeau de la Tunisie            |
| 1 Fev 2013–6 Jun 13  | Abdullah Mubarak  | Drapeau du Qatar                 |
| 6 Jun 2013–mars 2023 | Sami Trabelsi     | Drapeau de la Tunisie            |

### Anciens joueurs
- Brahim Zafour
- Nicolas Alnoudji
- Wael Gomaa
- Lamjed Chehoudi
- Khaled Korbi
- Titi Camara
- Dragoș Grigore
- Prince Daye
- Karim Kerkar
- William Prunier
- Adékambi Olufadé
- Jean-Emmanuel Effa-Owona
- Yazid Mansouri

## Identité du club

### Logo et couleurs
Les couleurs du club sont inspirées de celles de l'Inter Milan.

Jusqu'en 2025.
Depuis 2025.